# Saint-Prim
Saint-Prim – miejscowość i gmina we Francji, w regionie Owernia-Rodan-Alpy, w departamencie Isère.
Według danych na rok 1990 gminę zamieszkiwały 733 osoby, a gęstość zaludnienia wynosiła 100 osób/km² (wśród 2880 gmin regionu Rodan-Alpy Saint-Prim plasuje się na 957. miejscu pod względem liczby ludności, natomiast pod względem powierzchni na miejscu 1334.).